# جزایر بری
جزایر بری (به لاتین: Berry Islands) زنجیره‌ای از جزایر و یک شهرستان در باهاما است.

## خصوصیات
جزایر بری ۷۸ کیلومترمربع مساحت و ۷۹۸ نفر جمعیت دارد.